# Otto Magnus von Stackelberg (Diplomat)

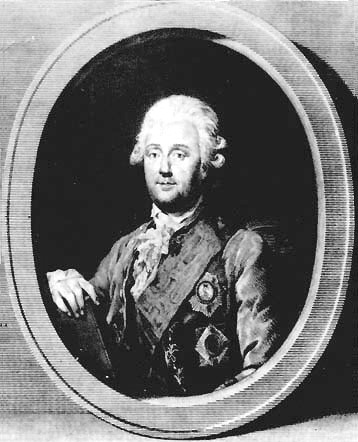
Porträt

Wappen

Graf Otto Magnus von Stackelberg (* 7. Februar 1736; † 8. November 1800 in Dresden) war ein deutsch-baltischer, russischer Diplomat.

## Leben
Sein Vater war der Ritterschaftshauptmann Otto Magnus von Stackelberg (1704–1765), seine Mutter Anna Magdalena, geb. von Bellingshausen. Nach einem Studium in Leipzig (1753) bereiste Stackelberg Italien und Frankreich. Danach lebte er auf seinen Gütern in Estland. 1758 heiratete er Sophia Gerdruta, geb. von Völckersahm, in Haljall.
1765 trat Stackelberg in den russischen Staatsdienst ein und war zunächst im Kollegium der Auswärtigen Angelegenheiten in St. Petersburg tätig. Von 1767 bis 1771 repräsentierte er das Russische Kaiserreich als bevollmächtigter Minister in Spanien. 1771 ernannte ihn Katharina II. zum Wirklichen Kammerherrn. Im Jahr darauf begann sein Wirken als außerordentlicher Gesandter in Warschau. Dort erreichte er, dass der polnische König und Reichstag den 1. Teilungsvertrag annahmen. 1775 wurde Stackelberg von Kaiser Joseph II. zum römischen Reichsgrafen ernannt. Bis 1790 war er als außerordentlicher Botschafter weiterhin in Warschau tätig. Von 1791 bis 1793 arbeitete er als außerordentlicher Botschafter in Stockholm, wo er unter anderem den Abschluss eines russisch-schwedischen Freundschaftsvertrages bewirkte.
1796 wurde Stackelberg von Paul I. in den Ruhestand verabschiedet. Zu seinen Besitztümern gehörten neben Paddas, wo er zuletzt lebte, unter anderem die estnischen Dörfer und Güter Pühs, Purtz, Hirmus, Woroper, Kochtel, Paggar, Aggimal, Klein Pungern, Klein Soldina, Neu-Wartz, Satzo und Errides.
Sein Sohn Gustav Ernst von Stackelberg war ebenfalls kaiserlich-russischer Diplomat.

## Auszeichnungen
- Ritter des Ordens des Heiligen Alexander Nevsky
- Orden des Weißen Adlers
- Orden des Heiligen Alexander Newski
- Orden des Heiligen Stanislaus